# Антропосоціологія
Антропосоціоло́гія — це різновид біологічного напрямку в соціології, що обґрунтовує расову нерівність та переносить на людське суспільство біологічні закони боротьби за існування і природного добору, яка розглядає суспільне життя і культуру як продукт расово-антропологічних факторів. Також антропосоціологія розглядає суспільну поведінку людей як цілком або переважно детермінованою біологічною спадковістю, а расове змішування - як шкоду для суспільств, культур та розвитку. У своїй основі антропосоціологія є синтезом антропології, соціології та філософії.

## Історія
Антропосоціологія виникла в кінці 19 століття. Основу даної науки заклали такі вчені: Жорж Ваше де Лапуж, Отто Аммон, Людвіг Вольтман, Людвіг Вільзер. Сама наука виникла у середовищі расово-антропологічної школи.

## Концепція
Основна ідея французького основоположника антропосоціології Ж. В. де Лапужа найкраще виражена в його основних творах: "Соціальна селекція"(1896) та "Арієць і його суспільна роль"(1899). У них він писав, що в основі расової диференціації Європейського континенту лежить наступний підрозділ: homo europaeus — довгоголова (доліхоцефальна), білокора та високоросла раса, в психологічному відношенні відрізняється марнославством, енергійністю, розумом та ідеалізмом. Темну, короткоголову (брахіцефальну) та низькорослу расу, що зустрічається по всій Європі, Ж. В. де Лапуж називає homo alpinus і приписує їй консервативні, обережні та малогеніальні риси. Третя головна раса Європи — це середземноморська, доліхоцефальна, але темна і морально стояча нижче темної брахіоцефальної. «Довгоголові блондини  виконують функцію мозку та нервів у суспільному організмі, а короткоголові та їх метиси грають роль м'яз і кісток. Тисяча брахіцефалів не варті тисячі доліхоцефалів» — ось коротке пояснення його антропосоціологічної концепції. 
Взявши до уваги нове трактування історії, Ж. В. де Лапуж сформулював «одинадцять антропосоціологічних законів»: 
1. Закон розподілу багатств:у країні зі змішаним населенням homo europaeus і  homo alpinus багатство зростає у відношенні, обернено пропорційному головному покажчику.
2. Закон висот: в місцевостях, де існують спільно homo europaeus і homo alpinus , перший локалізується на більш низьких місцях.
3. Закон розподілу міст: важливі міста майже виключно локалізовані в доліхоцефальних областях або в найменш брахіцефальній частині брахіцефальної області.
4. Закон міського головного покажчика: головний покажчик міського населення нижче, ніж сільського населення.
5. Закон еміграції: серед населення, який розпочало дисоціюватися (роз'єднуватися, розділятися) перед переміщенням, емігрує найменш брахіцефальний елемент.
6. Закон шлюбів на нових місцях: менш брахіцефальні елементи особливо схильні до шлюбів поза своєю країною.
7. Закон концентрації доліхоцефалів: мігруючі елементи залучаються центрами доліхоцефалії, які все більше збагачуються доліхоцефалією. Закон цей може формулюватися і так: в областях, де існує брахіцефальний тип, він прагне локалізуватися в селах, а доліхоцефальний тип — у містах.
8. Закон міської елімінації (виключення): міське життя проводить відбір на користь доліхоцефальних елементів і руйнує, або елімінує (виключає) найбільш брахіцефальні елементи.
9. Закон стратифікації: головний покажчик в одній і тій же місцевості поширюється, зменшуючись від нижчих класів до вищих. Середня висота зростання і кількість високорослих зростають від нижчих класів до вищих.
10. Закон інтелігентів: череп інтелігентів більш розвинений у всіх напрямках, і особливо в ширину.
11. Закон збільшення покажчика: починаючи з доісторичних часів, головний покажчик скрізь і невпинно збільшується.

За Лапужем, головний покажчик служить і показником, і фактором, що визначає соціальний стан людей. Головний покажчик у городян в середньому нижче, ніж у селян; в рівнинних місцевостях нижче, ніж в гірських; серед багатих нижче, ніж серед бідних. Іншими словами, довгоголовість - ознака і навіть причина більш високого соціального, матеріального і культурного становища. На відміну від А. де Гобіно, Ж. В. де Лапуж пояснював панівне становище людей «європейської» білявої та довгоголової раси не давніми завоюваннями, а «соціальним відбором», який діє завжди на користь більш обдарованих, енергійних, сильних, відкидаючи назад менш пристосованих. Бідні класи в сучасних державах - це не нащадки підкореного місцевого населення, а люди зі спадковими неповноцінними фізичними і психічними властивостями (пов'язаними, як правило, з брахікефалією); неповноцінні особистості з вищих класів бідніють, опускаються і змішуються з масою незаможного люду. Навпаки, більш енергійні особистості з бідноти можуть пробитися вгору. Інакше кажучи, головний фактор історії Ж. В. де Лапуж бачив у відборі.